# Пономарьов Михайло Олександрович
Михайло Олександрович Пономарьов (2 вересня 1918, село Берьозовка Кунгурського повіту Пермської губернії, тепер Берьозовського району Пермського краю, Російська Федерація — 30 серпня 2001, місто Москва, Російська Федерація) — радянський державний діяч, 1-й секретар Калмицького і Владимирського обласних комітетів КПРС. Кандидат у члени ЦК КПРС у 1961—1976 роках. Член ЦК КПРС у 1976—1989 роках. Депутат Верховної Ради СРСР 5—10-го скликань.

## Життєпис
Народився в родині вчителя. З 1939 року — завідувач відділу Пермського (Молотовського) міського комітету ВЛКСМ.
Член ВКП(б) з 1939 року.
У 1941 році закінчив Молотовський державний університет.
У 1941—1942 роках — інженер-дослідник центральної лабораторії заводу.
У 1942—1943 роках — начальник політичного відділу Суксунської машинно-тракторної станції (МТС) Молотовської області.
У 1943—1944 роках — інструктор, заступник завідувача відділу Молотовського обласного комітету ВКП(б).
У 1944—1946 роках — 1-й секретар Молотовського обласного комітету ВЛКСМ.
У 1946—1947 роках — інспектор ЦК ВЛКСМ.
У 1947—1951 роках — інструктор, завідувач відділу Молотовського обласного комітету ВКП(б).
У 1951 — листопаді 1953 року — секретар Молотовського обласного комітету ВКП(б) (КПРС).
У листопаді 1953 — листопаді 1955 року — 2-й секретар Молотовського обласного комітету КПРС.
У вересні 1955 — лютому 1959 року — завідувач сектора відділу партійних органів ЦК КПРС по РРФСР.
У лютому 1959 — серпні 1961 року — 1-й секретар Калмицького обласного комітету КПРС. У 1961 році — інспектор ЦК КПРС.
9 серпня 1961 — січень 1963 року — 1-й секретар Владимирського обласного комітету КПРС. У січні 1963 — 15 грудня 1964 року — 1-й секретар Владимирського сільського обласного комітету КПРС. 15 грудня 1964 — 16 грудня 1983 року — 1-й секретар Владимирського обласного комітету КПРС.
У грудні 1983 — 1988 року — заступник голови Комітету партійного контролю при ЦК КПРС.
З 1988 року — персональний пенсіонер союзного значення в місті Москві.
Помер 30 серпня 2001 року в Москві. Похований у Владимирі на кладовищі «Байгуші» поруч з дружиною.

## Нагороди і звання
- два ордени Леніна (1959, 1978)
- орден Жовтневої Революції
- орден Трудового Червоного Прапора
- орден «Знак Пошани»
- медаль «За трудову доблесть»
- медалі